# Hendrik Bloeyman
Hendrik Bloeyman ('s-Hertogenbosch, 11 oktober 1519 - aldaar, 13 april 1584) (ook: Hendrik Bloyman) was heer van Helvoirt en Swynsbergen en vervulde hoge functies in 's-Hertogenbosch.
Bloeyman studeerde in Frankrijk, onder meer te Orléans. Hij huwde te 's-Hertogenbosch op 7 maart 1546 met Elisabeth Lombaerts van Enckevoirt (1526-1600). Zij kregen zeven kinderen: Maria (1548), Katarina (1551-1561), Jan (1554-1554), Johanna (1556), Katharina (1562), Jan Baptista (1564-1593), en Henrick (1566). In 1559 kocht hij de heerlijkheid Helvoirt en betrok het Kasteel Zwijnsbergen aldaar. Hij bekleedde vanaf 1546 een aantal hoge functies in 's-Hertogenbosch. Aanvankelijk nam hij in de oplaaiende godsdiensttwisten een matigende positie in, maar na de Beeldenstorm van 1566 koos hij de zijde van de katholieke oppositie. Niettemin beschouwden de Spanjaarden hem aanvankelijk als een verrader. Een Spaans garnizoen arresteerde hem in 1567 op zijn kasteel en bracht hem naar 's-Hertogenbosch: Dit gardesoen heeft meester Henrick Bloyman, tot Helvoirt wesende op syn huys, van den huyse gehaelt, hem binnen der stadt gebracht ende hem wel gepynicht hem op leggende dat hy met den prinche van Orangien heymelyck verstand hadde.
Hoewel de regering van 's-Hertogenbosch hem probeerde vrij te krijgen en ook de Staten van Brabant deze zaak bepleitten, lukte dat onder het bewind van Alva niet. Pas toen in 1568 de gematigde Requesens aan het bewind kwam, werd hij vrijgelaten. Aan zijn pijniging hield hij blijvend beenletsel over. Pas in 1574 werd hij weer toegelaten tot de stadsregering van 's-Hertogenbosch en spoedig speelde hij weer een vooraanstaande rol, onder meer bij de Pacificatie van Gent. Bij de beroering tussen hervormden en katholieken in 1579 leidde hij de katholieke oppositie en hij wordt beschouwd als degene die heeft bewerkstelligd dat 's-Hertogenbosch de Spaanse zijde koos. De extremisten onder de hervormden, die herhaaldelijk de stad met militaire middelen trachtten te verkrijgen, trachtten Bloeymans tevergeefs voor zich te winnen, waarop hij voor De Bloedhond werd uitgemaakt. Bloeyman schreef de Justificatie voor de goeden borgeren der stadt van Tshertogenbossche, waarin de extremisten werden gelaakt. Na de beroering verlieten vele hervormden de stad. Bloeyman werd hoerop weer president-schepen van 's-Hertogenbosch, wat hij tot zijn dood zou blijven. Ook werd hij, als dank voor bewezen diensten, door Filips II van Spanje tot Geheimraad (Raidt d'Honneur van Syne Majesteits Secreten Raidt) benoemd. Bloeyman stierf in 1584 en ligt begraven in de Sint-Janskathedraal te 's-Hertogenbosch.
In 1581 heeft Hendrik Agylaeus, een van de hervormden die 's-Hertogenbosch werden uitgezet, wraak genomen door een aantal boeren van Bloeyman op te pakken en naar Heusden te ontvoeren. Dezen werden, na protest, weer vrijgelaten.
Hendrik Bloeyman werd als heer van Helvoirt opgevolgd door zijn zoon, Jan Baptista Bloeyman.